# Manoir de Compostal
Le manoir de Compostal est un édifice situé à Rostrenen en France.

## Localisation
Le manoir est situé sur le territoire de la commune de Rostrenen, rue Olivier Perun, dans le département  des Côtes-d'Armor, dans la région Bretagne.

## Description
Le manoir est une construction en granite datant du XVIe siècle, avec une cheminée monumentale et une tour polygonale de 1624. La  reconstruction de la chapelle et d'une partie du logis est réalisée en 1911.

## Historique
Le manoir est inscrit à l'inventaire général du patrimoine culturel.

## Galerie

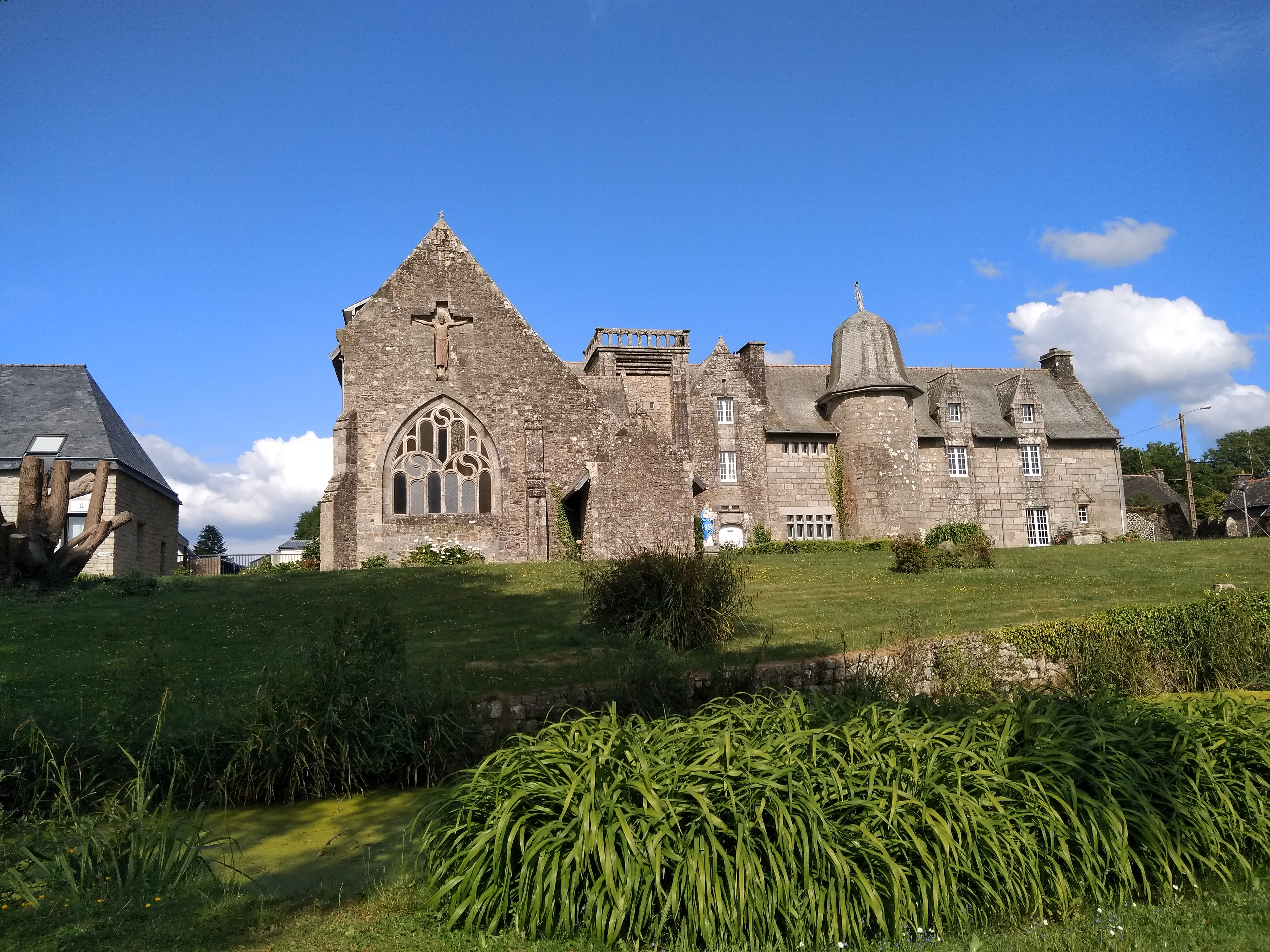